# كاناكو ميتسهاشي
كاناكو ميتسُهاشي (三橋加奈子 ميتسُهاشي كاناكو) هي ممثلة أداء صوتي يابانية ولدت في 10 يناير 1978 في هودوغايا-كو, يوكوهاما.

## أدوارها في الأنمي

### مسلسلات أنمي تلفزيونية
- القناص - كيلوا زولديك
- جانسلينجر جيرل - ريكو
- سوزوكا - سوزوكا أساهينا
- أمير التنس - كوهيه تاناكا
- ستار أوشن EX - ليون

### أوفا أنمي
- القناص - كيلوا زولديك
- القناص: جزيرة الجشع - كيلوا زولديك
- القناص: نهاية جزيرة الجشع - كيلوا زولديك

## وصلات خارجية
- كاناكو ميتسهاشي على موقع IMDb (الإنجليزية)
- كاناكو ميتسهاشي على موقع ميوزك برينز (الإنجليزية)
- كاناكو ميتسهاشي على موقع قاعدة بيانات الفيلم (الإنجليزية)
- كاناكو ميتسهاشي على موقع ANN person (الإنجليزية)